# 카렌 램
카렌 램(Karen Lamm, 1952년 6월 21일 ~ 2001년 6월 29일)은 미국의 배우, 영화배우이다.

## 영화
- 초능력의 신비 (1980년)
- 틸트 (1979년) - 하이프 역
- 코필드의 크리스마스 기적 (1977년)
- 도시의 밤 (1976년)
- 형사 스타스키와 허치 (1975년)
- 여형사 페페 (1974년)
- 클린트이스트우드의 대도적 (1974년)